# Riversul
Riversul là một đô thị ở bang São Paulo của Brasil. 
Đô thị này nằm ở vĩ độ 23º49'42" độ vĩ nam và kinh độ 49º25'45" độ vĩ tây, trên khu vực có độ cao 587 m. Sua população estimada pelo censo demográfico do IBGE em 2004 era de 6.060 người.
Đô thị này có diện tích 387,17 km².

### Thông tin nhân khẩu
Dữ liệu dân số theo điều tra dân số năm 2000
Tổng dân số: 7.192
- Urbana: 5.042
- Rural: 2.150
- Homens: 3.677
- Mulheres: 3.515

Mật độ dân số (người/km²): 18,62
Tỷ lệ tử vong trẻ sơ sinh dưới 1 tuổi (trên một triệu người): 29,34
Tuổi thọ bình quân (tuổi): 65,27
Tỷ lệ sinh (số trẻ trên mỗi bà mẹ): 2,92
Tỷ lệ biết đọc biết viết: 83,00%
Chỉ số phát triển con người (HDI-M): 0,694
- Chỉ số phát triển con người - Thu nhập: 0,607
- Chỉ số phát triển con người - Tuổi thọ: 0,671
- Chỉ số phát triển con người - Giáo dục: 0,805

(Nguồn: IPEADATA)

### Sông ngòi
- Rio Verde
- Ribeirão Vermelho

### Các xa lộ
- SP-281
- SP-275